# Сардаи-Миёна
Сардаи-Миёна (тадж. Сардаи Миёна) — река, протекающая по территории Районов республиканского подчинения Таджикистана. Одна из двух составляющих реки Кафирниган. Крупнейший приток — Капандор (32 км). 
Длина — 66 км. Площадь водосбора — 1190 км². Количество рек протяжённостью менее 10 км расположенных в бассейне Сардаи-Миёна — 153, их общая длина составляет 200 км.
Берёт начало из безымянного ледника расположенного на юго-западе в 1,5 километрах от вершины с отметкой в 4189 метров над уровнем моря. Сливаясь с рекой Сорво в районе восточных границ посёлка Ромит, образует реку Кафирниган.
На реке расположены населённые пункты Даштимазор, Висгон, Хушон и Ромит.